# Coll de Roques Blanques
El Coll de Roques Blanques (diferent de la propera Collada de Roques Blanques) és una collada situada a 2.234,3 m alt del límit dels termes comunals de Pi de Conflent, de la comarca del Conflent, i de Prats de Molló i la Presta, de la comarca del Vallespir, tots dos a la Catalunya del Nord. És al nord-oest del terme de Prats de Molló i la Presta i al sud-est del de Pi de Conflent. És a les Esquerdes de Rotjà, a l'extrem de ponent de la Reserva Natural de Prats de Molló i la Presta, al nord-est de la Portella de Rotjà.